# Historia del vino

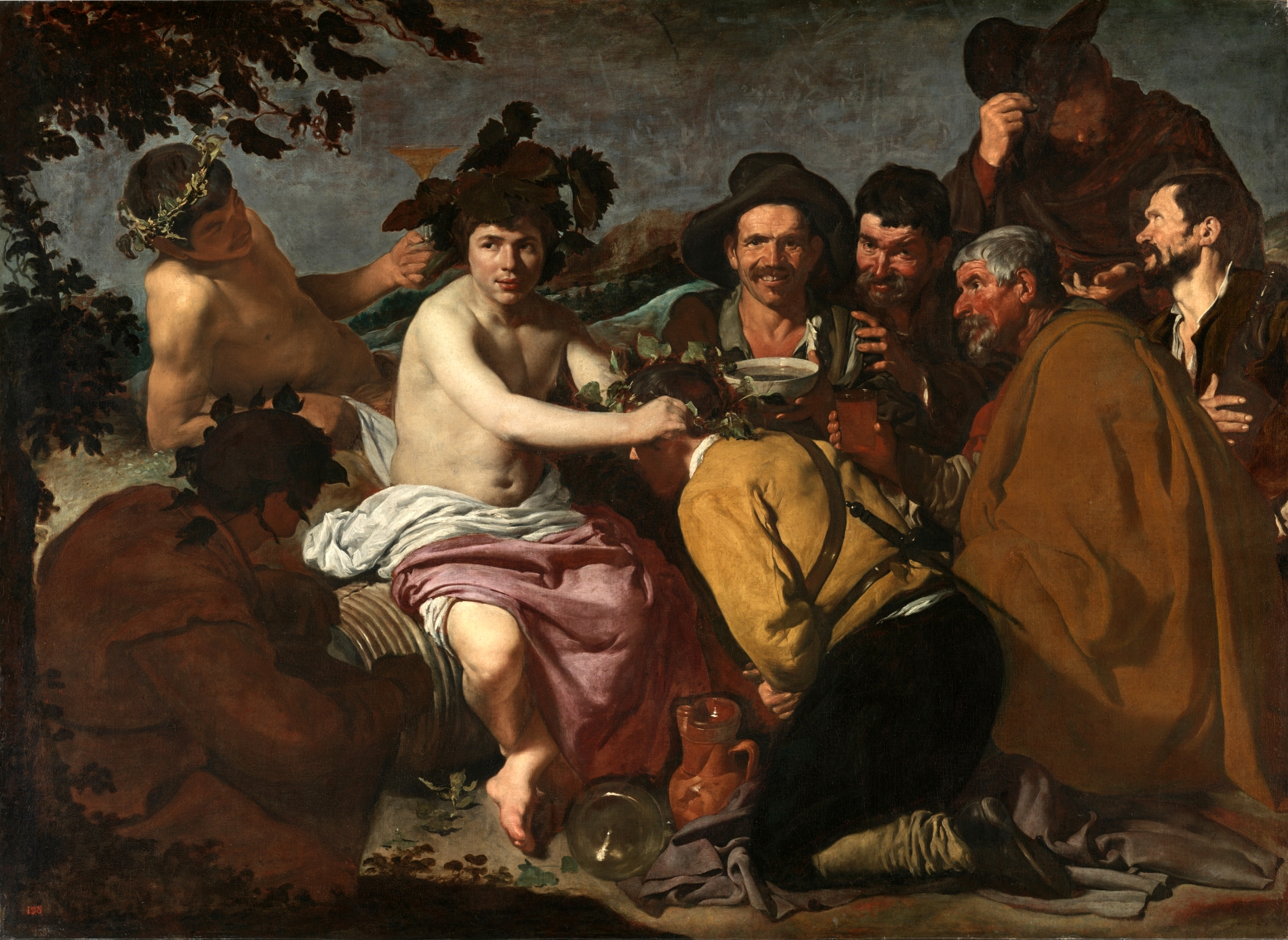
El dios "Baco" (según los romanos) o "Dioniso" (según los griegos). Pintado por Diego Velázquez.

El vino produce la expresión sincera de sentimientos, por esta razón no resulta raro que esté presente en fiestas y celebraciones.

La historia del vino se ha entrelazado con la historia de otras actividades humanas como la agricultura, la gastronomía, las actividades lúdicas de las civilizaciones, así como del devenir del hombre mismo. El vino es un narcótico, una bebida alcohólica fermentada procedente del zumo de la uva (Vitis vinifera) que contiene alcohol etílico y que produce la expresión sincera de sentimientos. La naturaleza humana, desde sus comienzos, ha necesitado el vino y esto ha hecho que sea una mercancía de valor en diferentes culturas. Un reciente estudio publicado por la revista 'Science' y liderado por el Doctor Yang Dong, ha evidenciado que el vino surgió hace 11 000 años en Asia occidental. Antes de este estudio, diversos hallazgos arqueológicos hicieron pensar que las producciones de vino más antiguas provenían de una extensa área que abarca: Georgia (véase: Vino de Georgia) e Irán (Montes Zagros), datando estos comienzos en el periodo que va desde el 8000 al 5000 a. C.. Pero gracias al importante estudio en el que los investigadores extrajeron el ADN de 3186 variedades de uvas, se ha sabido que los primeros eventos de domesticación de la uva (Vitis vinifera) ocurrieron hace unos 11 000 años en dos lugares distintos: en el Cáucaso, donde se produjeron las variedades mayoritariamente viníferas y en el sudeste asiático, donde se produjeron las variedades de uvas de mesa.
La vid se ha ido extendiendo gracias a sus características adaptativas desde la especie euroasiática Vitis vinifera L. subsp. sylvestris, y ha requerido pocos cambios genéticos para adaptar su cultivo a las diferentes zonas, tiene pocas necesidades de agua y minerales, crece en tierras donde otros frutales no crecerían, gracias a su capacidad regenerativa permite una recolección intensiva. Esta adaptabilidad ha sido una de las claves de su expansión a lo largo de Europa, así como en la mayoría de los climas templados de la tierra. Uno de los cambios más importantes que sufrió la vid fue cuando, en la antigüedad, se convirtió por selección artificial de una variedad "silvestre" (de sexualidad dioica en su mayoría) a una "cultivada" (hermafrodita), se desconocen en la actualidad las razones de este cambio. Pronto se pudo comprobar que el vino era la suma de un conjunto de factores ambientales: clima, latitud, altura, horas de luz, etc.
Muchas de las grandes culturas del mediterráneo así como Oriente Próximo reclaman para sí el invento del proceso de vinificación atribuyendo su descubrimiento a un héroe local o a una divinidad agraria. Pero el caso es que el comercio y la expansión de algunas culturas e imperios ha hecho que el vino y su cultivo se fuese extendiendo por diversas regiones de la Tierra, adoptando nuevos sabores y aromas. El vino (al igual que otros alimentos básicos) aparece en la cultura cargado de simbolismo. El vino aparece en la Biblia (Libro del Génesis) tras el Diluvio universal replantado por Noé (del que la tradición judeocristiana aclama como inventor del vino), aunque puede establecerse un paralelismo con Noé en el personaje del poema de Gilgamesh (narración de origen sumerio) denominado Utnapishtim que igualmente planta viñas tras un diluvio. En las diversas culturas de la tierra existen otras bebidas fermentadas similares, como la hidromiel y la sidra de los pueblos del Norte de Europa, el koumiss del Asia Central, los mismos romanos fermentaron higos y dátiles para hacer bebidas alcohólicas. La capacidad adaptativa de la uva a diferentes climas y suelos, su alto rendimiento, es la única fruta que retiene en su interior cantidades de un inusual ácido denominado tartárico que favorece la acción de las levaduras. Se puede decir que en la actualidad la uva es la fruta más recolectada a nivel mundial, siendo el 70 % de la misma dedicado a la producción de vino.

## Los inicios

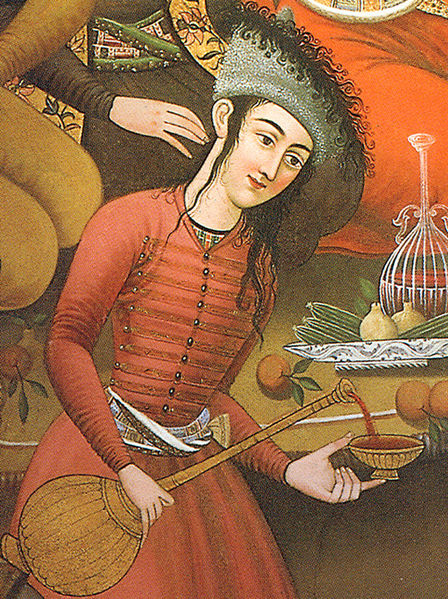
Joven persa vertiendo vino (mei en persa) en una copa, puede verse además sobre la mesa un melocotón (símbolo culinario de Persia).

Es una creencia generalizada que los comienzos de la elaboración del vino se ubica en una extensa zona situada al sur del Cáucaso: situado entre Georgia, Turquía, Armenia e Irán. La uva primigenia era la Vitis vinifera sylvestris y se han recogido numerosas evidencias arqueológicas en las inmediaciones de Turkmenistán, Uzbekistán y Tayikistán datadas desde el neolítico hasta comienzos de la época de bronce. Hay dataciones anteriores en Ohalo II (cerca del mar de Galilea) que señalan hacia el 20.000 a. C. Ya en el mioceno crecía la uva en Europa Occidental. Se han encontrado evidencias de hojas pre-vinífera que crecían en estado silvestre (Vitis labrusca) en Montpelier, en Castiona (a las afueras de la ciudad de Parma). No obstante las evidencias arqueológicas señalan que en los yacimientos de Hajji Firuz Tepe en los Montes Zagros (Irán) ya se elaboraba vino debido a la presencia de restos analizados químicamente (mediante la aparición de trazas de ácido tartárico), se ha podido determinar igualmente que se aromatizaba con resinas de terebinto (Pistacia terebinthus). El problema de datar los orígenes del vino se centra en resolver si las trazas obtenidas de muestras arqueológicas corresponden a lo que se define por vino o no, si fue fermentado de forma natural o artificial, etc, la presencia de ciertos compuestos como ácido tartárico, o tartratos es la forma más común de resolver la cuestión. No obstante existen otros métodos alternativos vineo-paleográficos.
Es muy posible que estos primeros frutos silvestres de pre-vinífera fueran poco a poco cultivándose, logrando finalmente su cultivo a medida que el hombre abandonaba el nomadismo. La viña necesita de tres a cinco años para empezar a ser productiva, lo que hace suponer que su cultivo no pudo empezar hasta que el hombre se hizo sedentario. El uso de esta uva primigenia como fruta, quizás diera lugar a una bebida azucarada procedente de su zumo obtenida directamente por aplastamiento: el mosto. Esta forma de extraer el zumo no se distingue de otras frutas como las cerezas, las moras, etc. sólo que la uva proporciona mayor cantidad de zumo en comparación con otras frutas. Un cuenco abandonado o un recipiente cerrado pudo haber fermentado dando un vino alcohólico que producía euforia en aquellos que lo bebían. Esta 'fermentación primigenia' (debida a las propias Saccharomycetes que existen en la piel de la uva), se produce espontáneamente tras el machacado de la uva y su posterior reposo en un recipiente cerrado, la reacción de fermentación dura entre cinco días hasta cinco semanas como máximo (dependiendo de una serie de factores). Otras teorías desechan la hipótesis del recipiente debido a que la alfarería no aparece hasta Paleolítico superior y mencionan la posibilidad de descubrir el alcohol en el vino mediante la ingesta de uvas atacadas por un hongo gris denominado botrytis cinerea (podredumbre noble o Oidium tuckeri).
Durante la Edad del Bronce, el vino (así como el cultivo de la uva) se fue extendiendo en diversas direcciones desde Europa Oriental alcanzando la India, Persia gracias al establecimiento de rutas comerciales llegando a China. Ya desde los comienzos el vino supuso ser una de las mercancías de la humanidad y esto favoreció su expansión por Asia. Algunas de las primeras variedades de uva migraron a China en lo que se denominó "uvas de montaña" como es la Vitis thunbergii. La expansión del vino hizo que el vikingo Leif Eriksson hiciera una crónica de plantaciones de viñedo en América del Norte en el 1000 d. C. en lo que conocemos hoy en día como Massachusetts. Acerca de la expansión del vino en Asia, se tienen referencias escritas por el general Zhang Qian que menciona cómo en la dinastía Han se hacían cultivos de la vid en la zona que corresponde a la moderna Xinjiang, describiendo además cuán popular era la bebida entre los habitantes de esta población. Es muy posible que la ruta de la seda hiciera de vía de transmisión de la viticultura y que hiciese que el vino se conociese con posterioridad en la parte occidental del Éufrates.
No se sabe la razón por la que la Vitis vinifera se propagó por Eurasia en detrimento a veces de variedades locales. Un ejemplo está en China, pronto se disminuyó el cultivo de la Vitis amurensis vencida por la popularidad de la uva euroasiática (Vitis vinfera).
Hay evidencias de que por otra parte en la península ibérica había viñedos en el tercer milenio a. C., ya antes de que los Fenicios entraran en la península y establecieran colonias en la región. No obstante la colonización procedente del este de Europa sigue siendo una de las teorías más aceptadas por la comunidad científica.

## Relato Bíblico
Génesis 9:20-21, narra la embriaguez de Noe después de haber salido del Arca; plantó una viña y posteriormente hizo jugo con las uvas del cual bebió.

## Antiguo Egipto

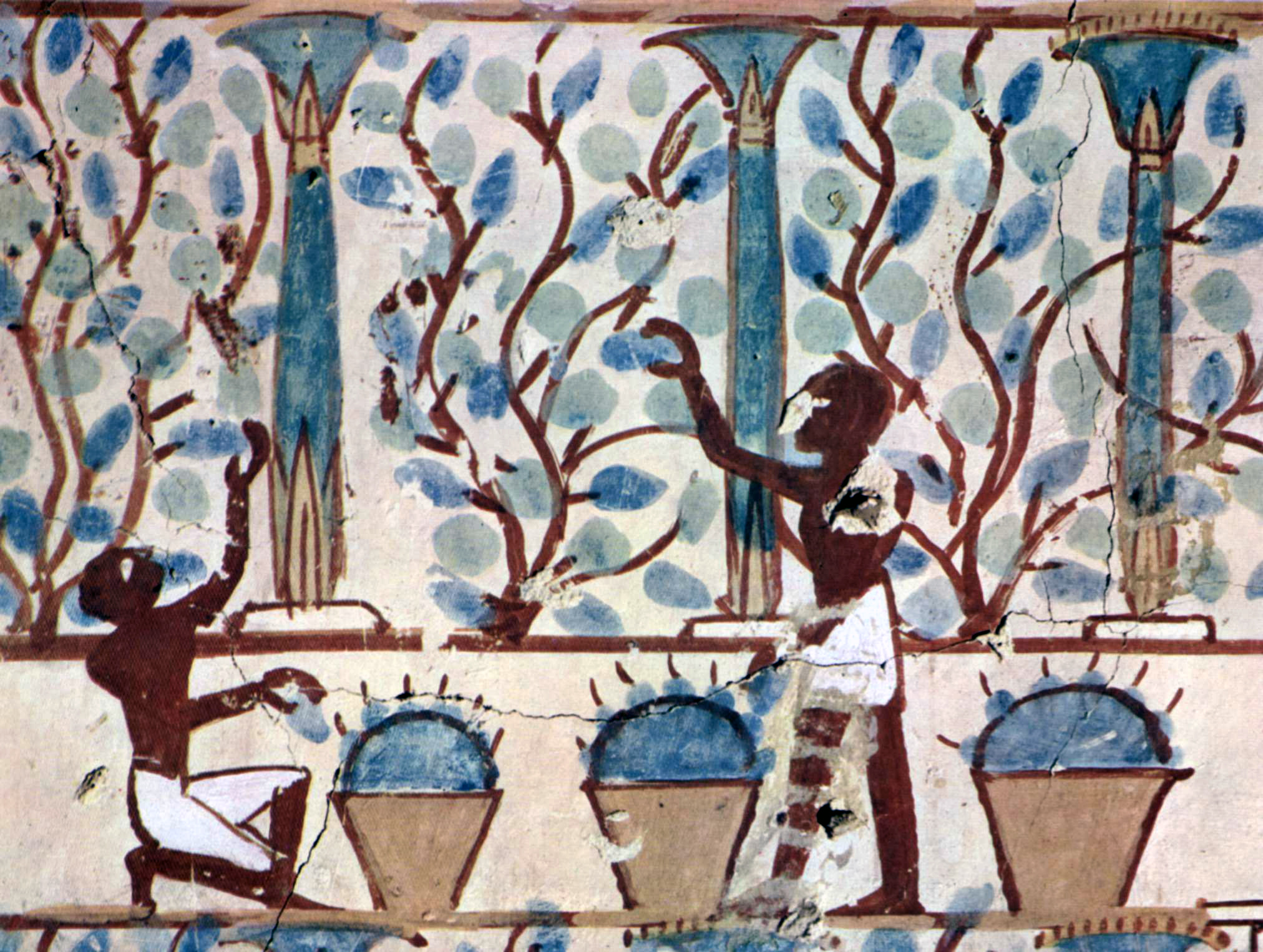
Egipcios vendimiando. Pintura realizada en la tumba de Nebamun, TT90.

La primera evidencia arqueológica de machacado de las uvas con intención de extraer vino se puede observar en las representaciones del reinado de Udimu (ca. 3000 a. C.) En el Antiguo Egipto la cerveza era más popular que el vino. Las primeras variedades semi-silvestres de uva con las que se elaboraron vinos eran rojas y producían vino tinto, pero los egipcios tuvieron la posibilidad de hacer crecer una variedad mutada que permitía elaborar vinos blancos. Fermentaban el mosto en grandes vasijas de barro que estaban abiertas por la parte superior; tras su llenado las sellaban con una tapa del mismo material. Uno de los primeros vinos de los egipcios que se empleaba en las ceremonias religiosas se denominaba shedeh y se sabe que había dos formas de obtenerlo: del zumo de granadas o de uvas. Los Egipcios que vivían cerca de Delta celebraban cada año, en la luna nueva, el día de «ella regresa». Heródoto menciona que se bebía más vino en ese día que en el resto del año. Otro festival similar se celebraba en la luna llena.

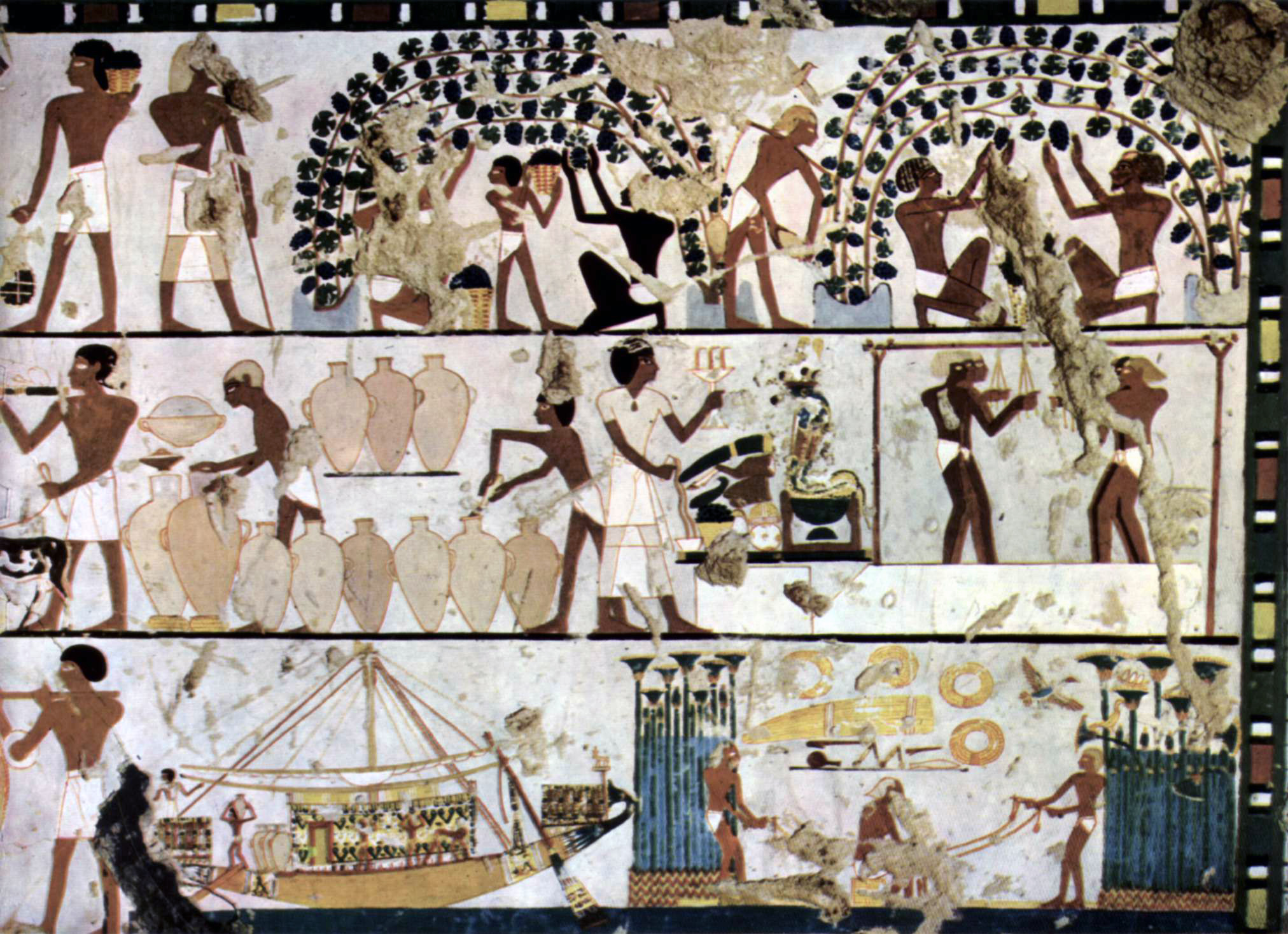
Elaboración del vino. Pintura en una tumba de egipcia, ca.

El vino era considerado un lujo reservado a los sacerdotes y a los nobles, sin embargo en los periodos festivos lo escanciaban hasta los egipcios de las clases más bajas. Era costumbre cocinar el vino tras la fermentación para evitar su deterioro. Los egipcios atribuían la invención del vino al dios Osiris, padre de Horus y dios de la agricultura. El vino se guardaba en ánforas recubiertas en su interior con brea y se sellaban con barro, de tal forma que el vino se conservaba durante años en tales recipientes. Estas ánforas formaban parte de los alimentos funerarios que se dejaban dentro de las mastabas y pirámides. Se han encontrado ánforas con vino en las tumbas de Semerjet, faraón de la primera dinastía, así como en la tumba de Tutankamon. Las más antiguas proceden de las tumbas de Abidos, atribuidas a Horus Escorpión II o Narmer (ca. 3100 a. C. –en las que se ha detectado la primera evidencia del empleo de la levadura s. cerevissiae como levadura del vino).

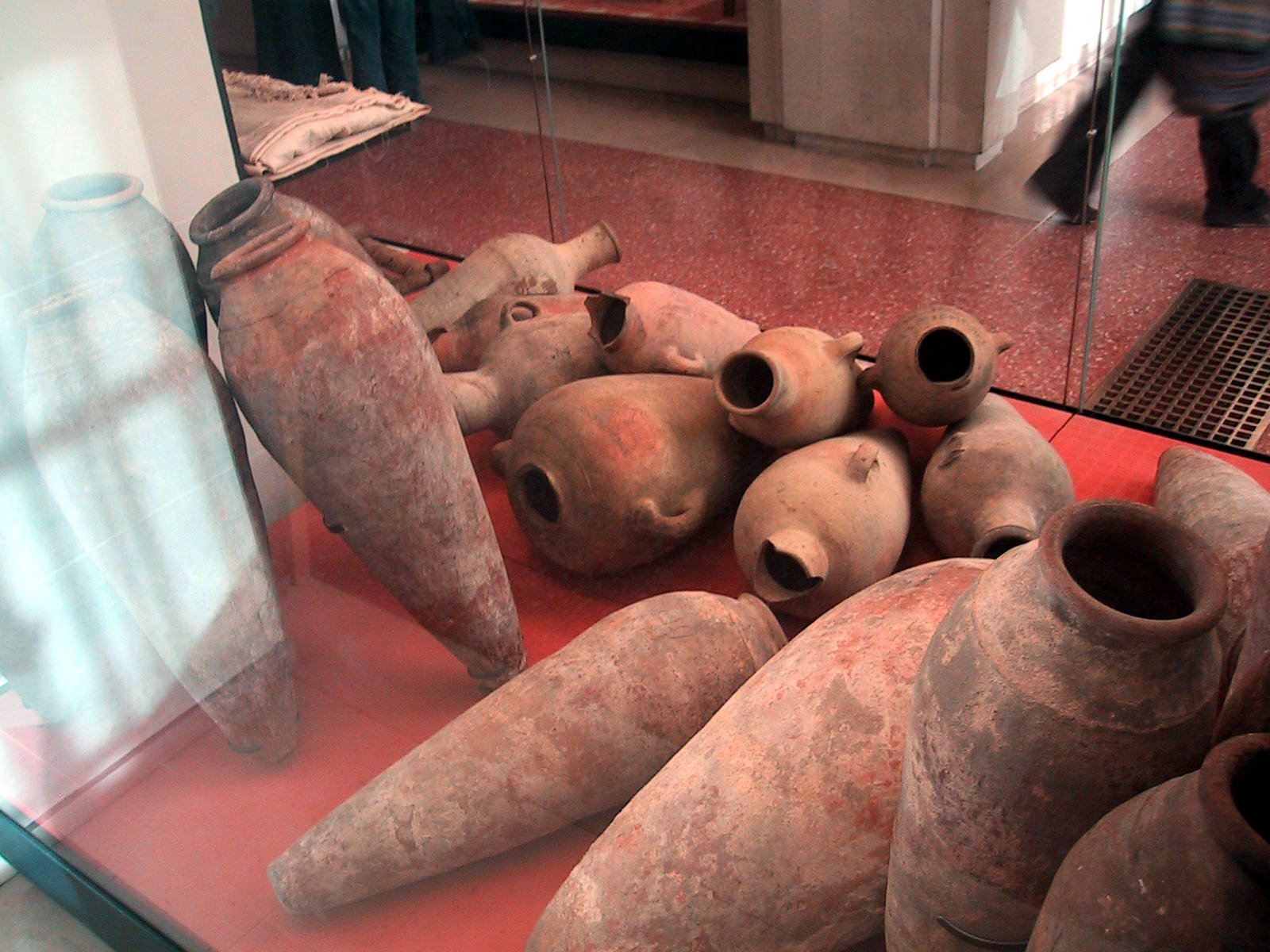
Ánforas de vino del periodo tinita. Abidos (c.) Louvre.

Algunas de esas ánforas han perdurado intactas hasta nuestros días, y su contenido tenía doscientos años de antigüedad cuando se depositaron como ofrendas funerarias, lo que indica que los egipcios ya consideraban los vinos añejos como de buena calidad. Se conocen dichos datos con precisión debido a que los alfareros grababan en los recipientes marcas que indicaban con detalle quien fue el encargado de su cultivo, así como la fecha de elaboración.
El vino también era empleado durante el proceso de embalsamamiento para limpiar los cadáveres, antes y después de las evisceraciones. En el delta del Nilo, probablemente en el brazo canópico, estaban los grandes viñedos de donde se obtenían los mejores vinos. Los rótulos que indicaban los vinos se escribían en tinta sobre las jarras, determinando la cosecha, el año, el nombre del cosechero y la calidad del mosto.

## Grecia clásica

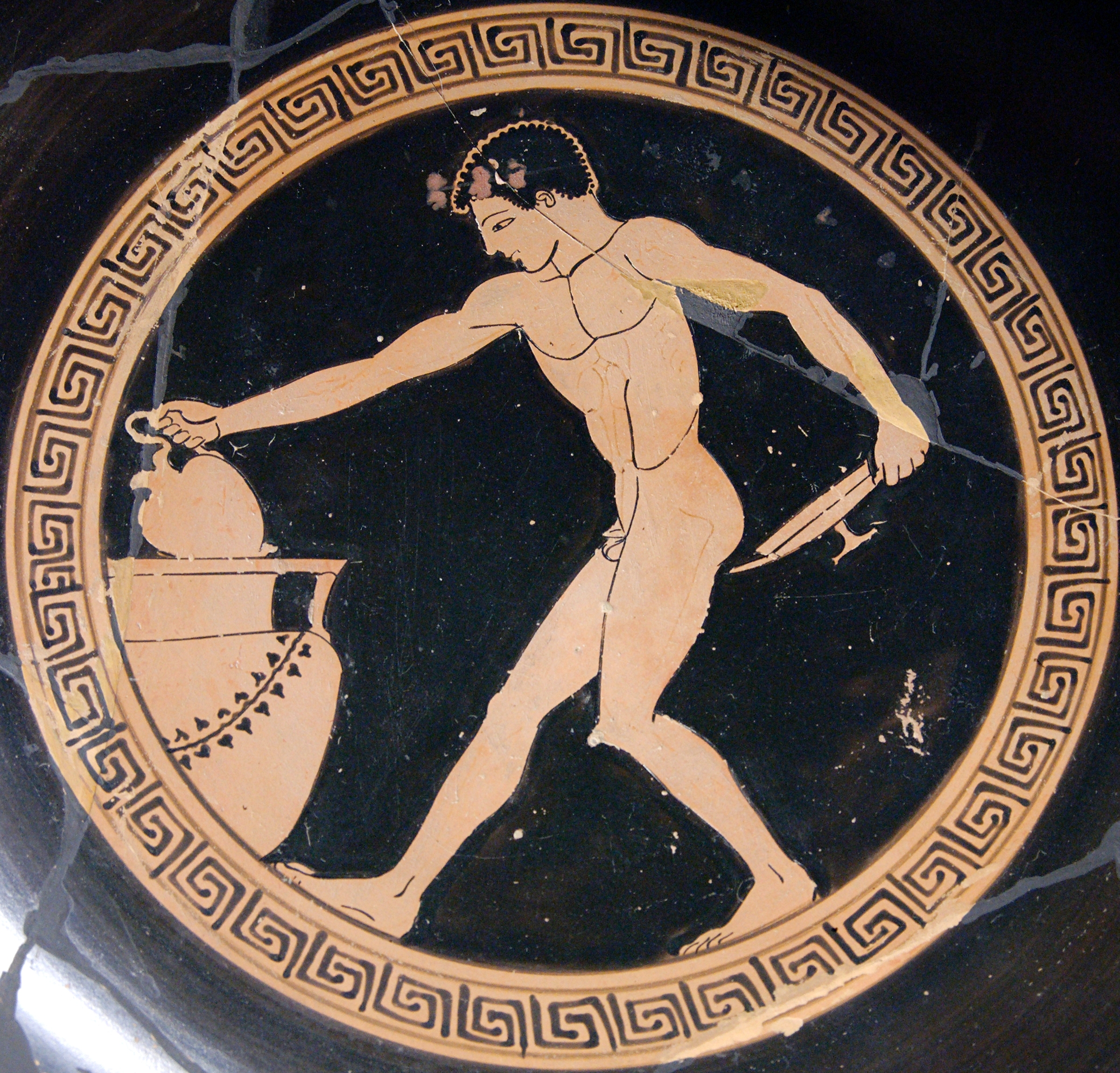
Un joven viticultor cuidando del vino en un simposio griego (lit. "fiesta de la bebida".

El vino llegó a Grecia vía la isla de Creta, muy probablemente procedente de Egipto y Fenicia. Desde este primer emplazamiento el vino fue cultivándose a lo largo de Sicilia, sur de Italia y Libia. Se puede decir que desde los años 700 a. C. el vino ya era una bebida corriente en Grecia; se solía beber aguado. En la antigua Grecia la adoración por el vino llegó a popularizarse y le asignaron un patrón entre los dioses: Dioniso. Algunas de las escenas de la mitología griega muestran por ejemplo cómo Dioniso se transforma en un racimo de uvas para seducir a Erígone. El vino era empleado en las libaciones a los dioses, así como en los ritos funerarios y fiestas comunales. Los griegos expandieron el cultivo de la vid en la zona mediterránea. Cabe la posibilidad de que llegara a las costas españolas gracias a los fenicios. Una de las evidencias encontradas en los asentamientos de La Joya (Huelva) muestran cómo un difunto se entierra con copas y ánforas. Otro de los yacimientos que dan muestra de la importancia del vino en la península durante esta época es: Cancho Roano y el Alto de Benimaquia (Denia).
La costumbre de aguar el vino, es decir diluir con agua el contenido tras la fermentación, apareció con los griegos. Sólo se empleaba puro en las celebraciones religiosas o rituales. Se encuentran ejemplos de esta práctica en la mitología griega, de esta forma Anfictión enseñaba a la población a mezclar el agua con el vino. Hay que entender esta práctica de aguado bajo la idea de que los vinos griegos eran de alta graduación. Los rituales de intoxicación con vino en los simposios (Συμπόσιον) se denominaban enthousiasmos, que viene a significar 'divina posesión', se servía vino a los asistentes que bebían de una gran copa denominada psycter que se pasaba de unos a otros. Los simposiums se dividían en dos etapas claramente diferenciadas, la primera parte era de satisfacción gastronómica donde servían manjares de todo tipo. La segunda etapa, más prolongada en el tiempo, los participantes se reclinaban y se hacían servir cerveza y vino, a menudo tomaban unos aperitivos salados denominados tragemata, generalmente compuestos de judías, frutos secas, pasteles dulces, etc. En la antigua Grecia los anfitriones (denominados symposiarch) podían convocar una fiesta en su propia casa que denominaban Agapē (literalmente: amor fraternal), el symposiarch (anfitrión) era el encargado de mezclar las proporciones de agua y vino para los invitados en un recipiente cóncavo denominado cráter (el vino de alta graduación antes de mezclar se denominaba acratos), a veces se delegaba esta función a los más viejos, o los que mejor conocían a los componentes del grupo. Algunas de las costumbres culinarias y de reunión festiva se encuentran en la literatura de la época como es el caso de El simposio de Platón. Los griegos heredaron de los egipcios el conocimiento acerca del transporte así como también de la conservación del vino en ánforas, cuyo sellado hacían con resina de pino (lo que da nombre a un viejo vino bebido hoy en día en Grecia denominado: Retsina que tiene aromas de trementina); el vino para el uso diario se guardaba en pieles de cabra formando un recipiente (similar a los odres españoles). El vino se reservaba para ocasiones especiales, tan sólo las clases acomodadas lo incluían en su dieta a diario. Era muy común beber un vino en el que se cocían granos de cebada y hierbas aromáticas diversas (a veces se mezclaba cerveza), a tal mezcla la denominaban: ptisane (origen de la palabra tisana).
Los aditivos eran muy comunes en los vinos griegos, tras la fermentación se añadía por ejemplo yeso con la intención de clarificarlos (como era el caso de los vinos de las islas de Zacynthus y Leucadia), agua marina (como en los vinos de Rodas y Cos). Con la intención de mejorar el resultado final se mezclaban vinos como en Icaria, los vinos de Quíos que se mezclaban con vinos de Lesbos y Eritrea. Los moscateles de Naxos y Tasos que se añadían a los vinos fuertes de sabor procedentes de Corinto (que según las leyendas era un vino que hacía confesar a los criminales si se bebía en abundancia). El vino de Mende del que se decía que hasta los propios dioses se meaban en las alfombras de placer al beberlo. Algunos de los vinos que se mencionan en los detalles de la alfarería de la época son desconocidos y no hacen referencia fiable a ningún lugar geográfico vino bibline y vino pramniano. Uno de los vinos que se hizo popular posteriormente en Roma fue el karoinon (oinos -> vino en griego y kariunon -> con forma de nuez) debía ser un vino que se transportaba en barricas en forma de nuez.
En algunas ocasiones se traían vinos de lugares lejanos como símbolo de exotismo, de esta forma se bebían vinos de los montes del Líbano, Palestina, de Magna Graecia. Algunos vinos populares en la época, siguen elaborándose hoy en día, uno de los más mencionados es el que bebía el luchador Milón de Crotona y del que se dice bebía 10 litros diarios de un vino calabrés denominado Ciro.

## Imperio romano

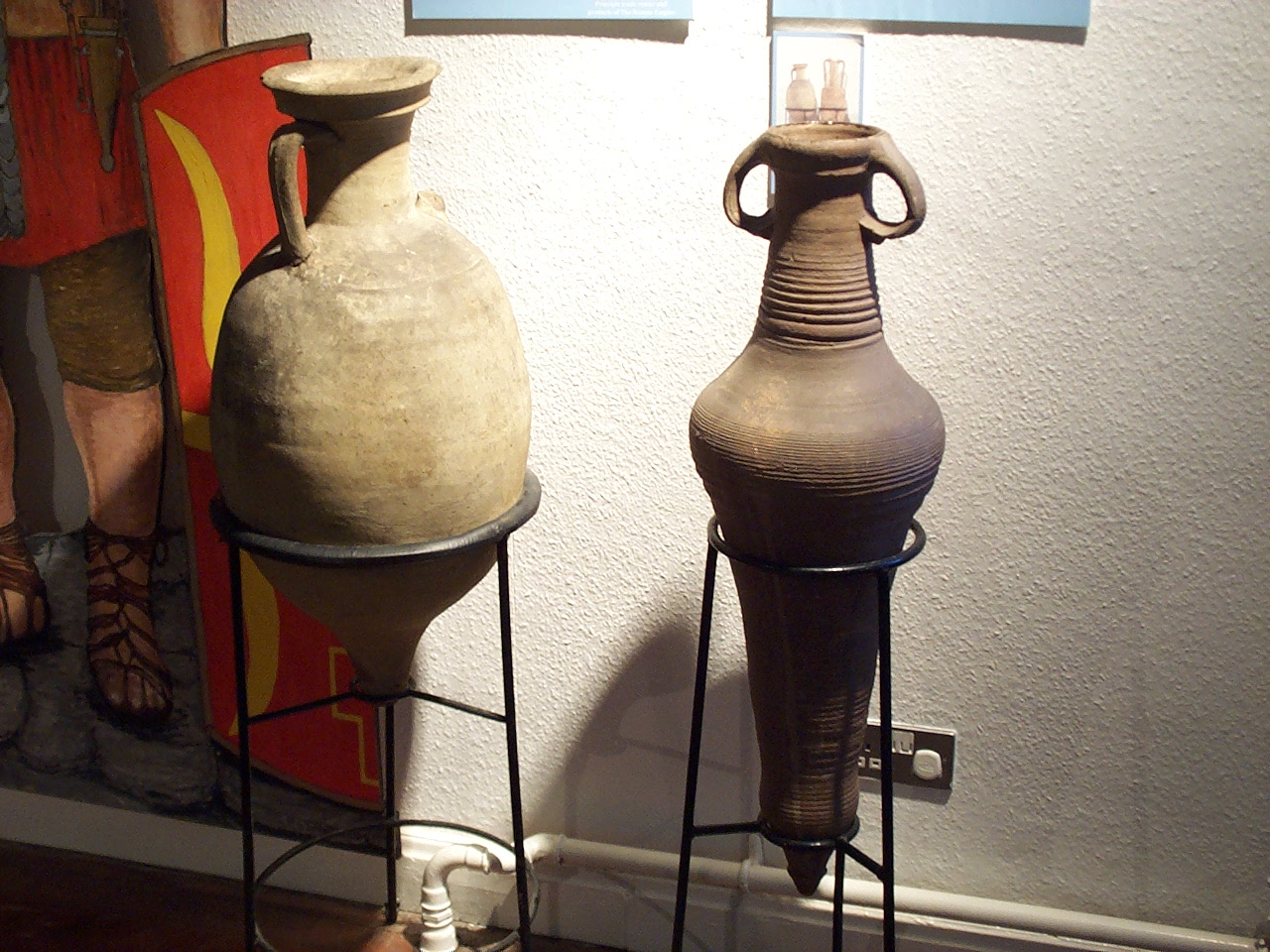
Una ánfora romana de salazones a la izquierda y una jarra de vino a la derecha (Bedford Museum).

El vino entró en la península de Italia en el 200 a. C. y pronto fue muy popular ya que al sur de la península la denominaron "Oenotria" ("tierra de uva"), indicando con ello lo adecuado que resultaba su cultivo. Los romanos tuvieron como aporte en la tecnología del vino el haber comenzado con la técnica del injerto en las cepas de las vides. Algunos de los escritores e historiadores de la época, como Plinio el Viejo en su Naturalis Historia, dedica el libro XIV al mundo del vino empezando a describir una gran cantidad de variedades. El efecto de divulgación del vino que hizo durante el imperio romano fue muy extenso en Europa ya que plantó viñas en todos los territorios ocupados, llegando a tener viñedos incluso por encima de los 55° de latitud, en Normandía, Flandes, norte de Alemania y los países bálticos. El vino fue substituyendo a otras bebidas alcohólicas fermentadas como la hidromiel (hydromeli) o el aqua mulsa. Los romanos no fueron muy aficionados de la cerveza, aunque el edicto Diocleciano de editum de pretiis maximis (edicto de precios máximos) menciona la zythum (originaria de Egipto) y la cerevisia.
Los romanos continuaron con la tradición egipcia de almacenar y transportar el vino en ánforas selladas, pero sin embargo empezaron igualmente a emplear cubas de madera (un invento procedente del norte de Europa) y que posteriormente durante muchos siglos llegó a ser el recipiente normal para almacenar y transportar el vino. El primer testimonio sobre la utilización del tonel data del año 51 a. C., en los Comentarios sobre la guerra de las Galias de Julio César. Tenían la ventaja de ser más ligeras y menos frágiles, pero no eran capaces de mantener un vino de calidad durante años. Cada año hacían la vendimia y en ella participaban esclavos que se dedicaban a pisar los racimos; mientras realizaban esta operación pesaba sobre ellos la prohibición de comer y beber. El primer mosto obtenido se reservaba y se mezclaba con miel para realizar el mulsum, bebida que se servía al comienzo de los banquetes. El resto se dejaba fermentar en grandes tinajas de barro que denominaban dolia. El dolium era una gran tinaja enterrada hasta el cuello en el suelo para facilitar el control de temperatura. Tras el fermentado, el vino era tratado por el vinatero que le proporcionaba aromas. Los romanos preferían el vino blanco (en realidad de un color ambarino), razón por la cual los vinos tintos se blanqueaban, añadiéndoles productos para clarificar el vino tras la fermentación: cola de pez, polvo de mármol, clara de huevo, gelatina y en algunas ocasiones hasta sangre de cerdo. Las ánforas se dejaban envejecer, no en bodegas como se hace en la actualidad, sino en habitaciones altas de la casa (denominadas apotheca) generalmente cerca de las salidas de la chimenea lo que daba al vino un aroma a ahumado que gustaba mucho. En algunas ocasiones se realizaban maceraciones en hierbas aromáticas, similares al procedimiento de obtención del vermut. Alguno de estos vinos aromatizados (vinum conditum) son el nectaulis (que poseía enula), el murtidanum (aromatizado con mirto), el vinum absinthiatum aromatizado con ajenjo (Artemisia absinthium). El gusto de los romanos hacía que algunos de los vinos, tras la fermentación, se solían madurar en ánforas entre 15 a 25 años. Era conocida entre los legionarios una bebida refrescante, mezcla de agua y vinagre, denominada posca.
El uso de botellas de vidrio no comenzó hasta el primer siglo de nuestra era, la industria del vidrio romano era algo primitiva y los recipientes eran irregulares, en alguna ocasión se empleaban botellas y sus bocas se cerraban con yeso o escayola. Los patricios bebían en copas de cristal como indicativo de lujo, la cristalería era por aquella época indicativo de riqueza y poder. La fragilidad del vidrio lo hacía poco útil para la mayoría de los romanos, y por esta razón la mayoría de las veces el vino se transportaba en cántaros, vasos de madera o de metal. A pesar de todo, con el uso de la botella, vino el uso del tapón de corcho que se empleaba junto con el yeso. Los autores antiguos tales como Catón o Plinio recomiendan almacenar las ánforas directamente al sol, otros como Columela cerca de las chimeneas para que adquiera un sabor ahumado.
Debido a la graduación alcohólica de los vinos romanos, éstos se aguaban, tal como anteriormente hacían los griegos, en una proporción de dos terceras partes de agua y una de vino. Por regla general la mezcla (Menstruum) la preparaba una persona denominada cellarius y lo hacía mediante un recipiente denominado authepsa (una especie de samovar), a veces el cellarius le añadía semillas de hinojo para dar un carácter final al vino servido. Era muy habitual cocer el vino para obtener tres variedades: el sapa que se reducía a dos tercios de su volumen, el defrutum que se reducía a la mitad, y el carenum reducido a un tercio.
Se aceptaba la importación de otros vinos, como el griego (Virgilio mencionaba que había tantas variedades como granos de arena en el mar), el egipcio, el proveniente de Hispania, y su comercialización daba lugar a negocios muy productivos. Los vinos griegos que aparecían en los banquetes de Roma eran: Coos, Somenon, Leucochro, Tethla entre otros. Entre los vinos se puede decir que las clases bajas tomaban un vino tinto, denominado deuterio, groseramente elaborado que se estropeaba al poco tiempo. Una muestra de la importación se puede ver en el hallazgo de ánforas en el norte de la muralla de Adriano que contenían vino procedente de Hispania y que en las inscripciones mencionan al vinatero Lucius Quintus Secundus. Entre los vinos más apreciados se encontraba el falerno que se hacía envejecer hasta veinticinco años (en dos variedades seco y dulce) y el albano que llegaba a los quince años de maduración. El vino de Sorrento que daba un vino de color verde, el de Priverno, el de Fornio, el de Trifoli, el Setia que era muy solicitado, el Herburus que se volvía blanco pasado unos años de maduración. Se sabe por las descripciones que hace Apicius (en su obra De re coquinaria dedica un excerpta a los vinos) que el vino se empleaba como ingrediente en la elaboración de platos romanos, uno de los vinos especiados del que nos ha llegado la receta es el Conditum Paradoxum. Era muy conocido entre los legionarios romanos un vino avinagrado denominado posca y que se aderezaba con miel.
Durante la época de Catón el Viejo, tan austero como los espartanos, famoso por beber tan sólo agua el nombre griego de Dionisios se tradujo a Baco. Fue en este periodo en el que se prohibió beber vino a las mujeres, bajo pena capital. Era una bebida típica de mujeres una decocción de pasas denominada passum que se solía servir con algún postre. Las razones sociales por las que se prohibió en aquella época beber vino a las mujeres es desconocido en la actualidad y es objeto de debates. Los romanos introdujeron la costumbre de dar un beso en la boca a la mujer al llegar a casa con la intención de detectar si había bebido o no. Catón describe en su obra De Agri Cultura (Sobre la Agricultura) las raciones permitidas de vino a los labriegos.
El cultivo de la vid así como la elaboración del vino llegó a Galia por Marsella, los galos conservaban el vino en barricas de madera (influidos por los pueblos del norte que las empleaban para conservar la cerveza). No solían mezclar el vino con agua y al vino puro lo denominaban merum. A veces le daban cierto sabor amargo con zumo de aloe vera.
Durante el imperio romano ocurre algo muy importante: una nueva religión, el cristianismo, tiene como rito principal el consumo de vino, por lo que al extenderse por el imperio y más allá de sus fronteras, extenderá su cultivo, producción y consumo.

### Caída del imperio
Durante la progresiva caída del imperio romano diversos pueblos germanos fueron ocupando y expandiéndose por los territorios europeos hacia el sur. Atila fue devastando gran parte de poblados romanos, hasta su muerte en el año 453. No obstante, algunos de los invasores eran cristianos y eran amantes de la viticultura. Algunos de ellos como los visigodos heredaron la costumbre romana del empleo y cultivo del vino, empleaban el dulce mulsum en la apertura de los banquetes. Denominaban roseum al vino tinto y amineum al vino blanco. El denominado Codex Euricianus promulga leyes a favor de la protección del cultivo de las vides, estipulando que si se arrancaba una cepa había que restituirla por dos. En el siglo VII se impusieron a los ciudadanos de la península ibérica reglas alimentarias denominadas Régula Isidori donde se establecía cuantos cereales y vino debía tomar una persona en un día para poder realizar actividades agrícolas. Al vino cocido lo denominaban defructum, al igual que los romanos, y si tras la cocción perdía por reducción una tercera parte de su volumen se le denominaba carenum y sapa si perdía las dos terceras partes. Los viñedos pasan a propiedad de los reyes y de los conventos y monasterios. Los lugares donde viven los monjes suelen poseer tierras, además de paciencia y abundante mano de obra barata, lo que hace que su cultivo sea un éxito. La producción de vino de aquella época recae principalmente en los monjes europeos hasta el final de la Alta Edad Media.
Se puede encontrar una descripción del consumo de vino en Europa tras la caída del Imperio romano en la obra de Gregorio de Tours titulada Historia Francorum (Historia de los francos). En la que aparecen referencias frecuentes al vino, una referencia a la sidra y ninguna a la cerveza, lo que viene a indicar la importancia que tenía para esa sociedad el vino en la dieta diaria. Existen datos acerca del cultivo del vino en Irlanda y en el sur de Inglaterra debido a las descripciones que hace el monje Beda en su libro denominado: Historia ecclesiastica gentis Anglorum.

### Periodo Al-Ándalus
En el siglo VII emerge desde Medina y la Meca una nueva religión: el Islam. Se extiende desde Afganistán hasta el sur de la frontera del Imperio bizantino, y por el norte de África hasta invadir la península ibérica tras derrotar a los visigodos en la Batalla del Guadalete en el año 711, pasan los Pirineos y en el año 732 se detiene el avance musulmán en la Batalla de Poitiers ganada por el franco Carlos Martel. Esta derrota repliega el imperio musulmán detrás de los Pirineos ocupando la península durante casi ocho siglos en lo que se denominó Al-Ándalus. Los preceptos religiosos islámicos prohíben la ingesta del vino, pasando a ser una bebida tabú. O lo que es lo mismo haram según las leyes dietarias del Islam, a pesar de ello el consumo de vino no desaparece aunque sí queda reducido a una mínima expresión. Alguno de los altos mandatarios como Abderramán III gustaban de incluir vino en sus fiestas y toleraba su consumo siempre que fuese moderado.
Durante el Al-Ándalus la uva se vendimiaba para comer su fruto, que a veces secaban en forma de pasas, elaboraban un mosto cocido que adquiría la consistencia de jarabe y que se denominaba rubb (origen etimológico de la palabra arrope), a pesar de las prohibiciones religiosas musulmanas todas las clases sociales andalusíes bebían vino y el delito de embriaguez era juzgado con penas leves. Durante algún tiempo algunos alfaquíes ortodoxos se quejaron de semejante transgresión y durante el reinado de Al-Hakam II se arrasaron las viñas. En muchas ocasiones se comercializaba el vino con la excusa de que era un producto vendido y para mozárabes. Su adoración hace que existan poemas dedicados al vino, de esta forma autores como Abu Bakr Muhammad, el rey de la taifa de Sevilla al-Mu'tamid, etc. En el siglo XIV durante la etapa del Ándalus la fama del vino de Málaga se hizo tan grande que rivalizaba en el mercado con los vinos griegos de la época.

## Edad medieval

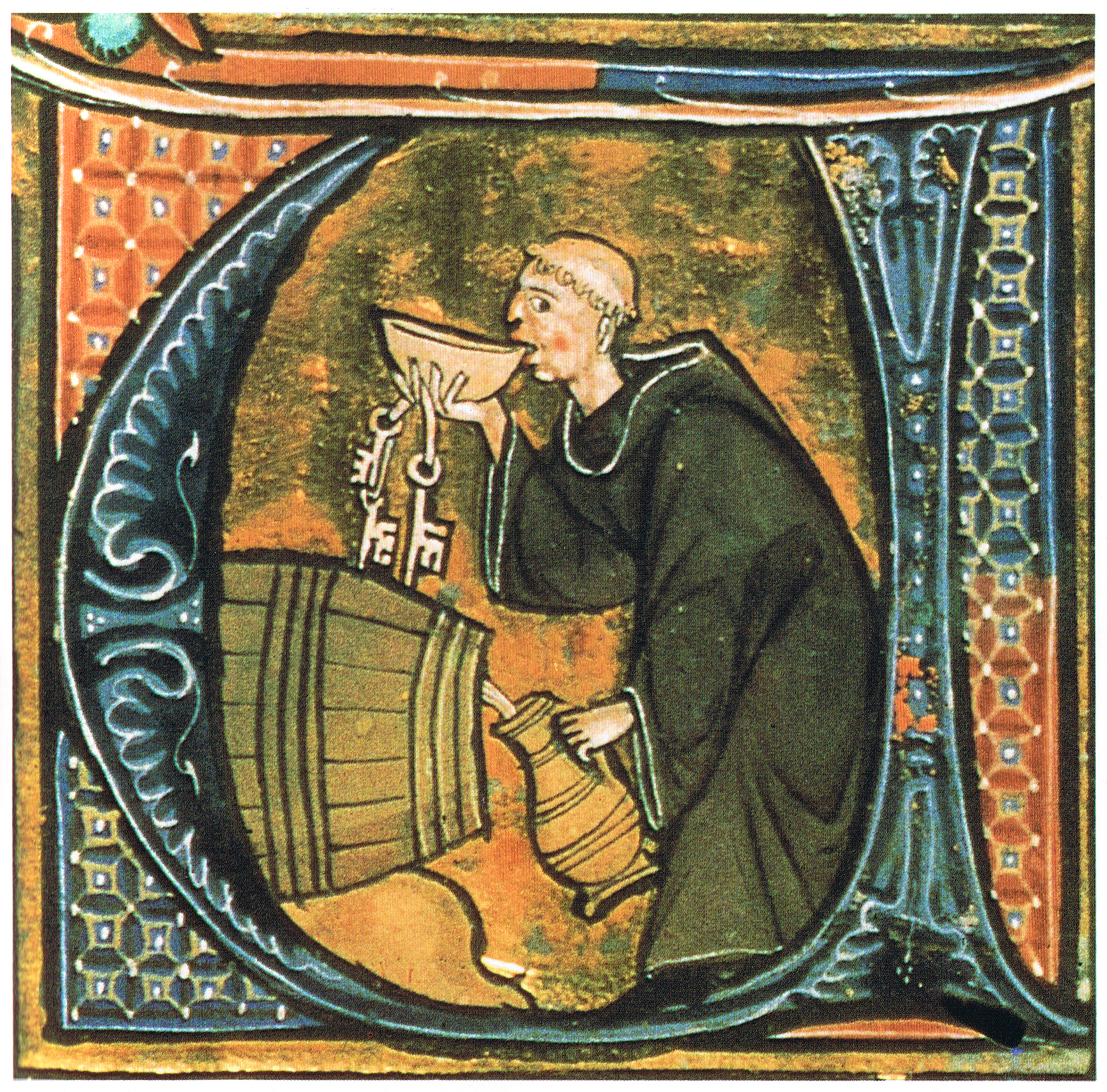
Iluminación en la que se muestra como un monje bodeguero está probando a hurtadillas un poco de vino. Extraído de una iluminación de "Den medeltida kokboken", uno de los primeros libros medievales de cocina sueca.

La necesidad de vino para la consagración en la misa hace que las órdenes religiosas hicieran posible que, tras la caída del Imperio romano, no solo se mantuviera, sino que se extendiera el cultivo de la vid en ciertas zonas de Europa, este es el caso de la Orden de San Benito que mediante el trabajo de sus monjes en los monasterios mantenía el conocimiento y el cultivo de la vid en viñedos acotados (denominados clos). La Regla Benedictina en Capítulo XL (De la tasa de la bebida) asigna a cada monje una hemina diaria de vino (hace un volumen de 0.27 litros). En la Edad Media se hace extensivo por primera vez el almacenamiento del vino en barriles de madera (en lugar de ánforas de barro). Las múltiples crónicas narrando como se avinagran los vinos, hace pensar que el almacenamiento de esta bebida no ha llegado a su perfección. La mayoría de los vinos se hacía vinagre al llegar la primavera. La protección contra la oxidación era muy pobre y el uso del dióxido de sulfuro (SO2) era prácticamente desconocido. A pesar de ello se empleaban algunas técnicas para aumentar la vida del vino, recubrimientos de brea, empleo de resinas (antimicrobianos), uso de saborizantes que enmascaran el sabor del vino avinagrado, etc. Se continúa en esta época bebiendo el vino mezclado con agua. A pesar de todo los crecientes saqueos de Conventos y Monasterios tras la caída del imperio romano hicieron que las cubas de vino se "refugiasen" en sótanos junto con los demás víveres, de esta forma tan casual encontró el vino un sitio adecuado para reposar, creando por primera vez las bodegas. Las órdenes monásticas se encargaban de los procesos de vinificación, Benedictinos en los bancales del Rin, Cistercienses en los valles del Mosela, Provenza y Languedoc. Las denominaciones de los vinos recordaban su origen: clos, Kloster, hermitage, etc. Calvino y Enrique VIII pararon la producción viticultora de los Monasterios de Suiza e Inglaterra respectivamente.
Entre los vinos más conocidos en esta época está el Hipocrás (mezcla de vino y miel). El vino, que se empleaba en la cocina, en la Edad Media alcanza un valor muy importante, se puede ver en el Viandier de Guillaume Tirel junto con el Ménagier de Paris (dos libros de cocina medievales) en los que la mayoría de las recetas incluyen el vino como uno de sus ingredientes. Entre los siglos IX y XII sobresalen los vinos gallegos de la Castellae Auriense, los actuales Ribeiros, llegando a la mesa de los principales monarcas y monasterios asentados en los reinos cristianos de la Península ibérica. Los reyes y órdenes religiosas colonizan estas tierras orensanas llenándolas de granjas para la producción de vino para abastecimiento propio. Uno de los primeros foros de viñedo se da cerca de Ribadavia, en Arnoia, donde se describen los viñedos que se le aforan a un campesino. También es notorio el Tumbo de las Viñas reales de Ribadavia, de Alfonso IX (principios del siglo XIII).
En la península ibérica durante la Reconquista se replantan nuevas vides a medida que los reinos cristianos van tomando el control del territorio en detrimento del dominio musulmán. La mayoría de estas viñas fueron anteriormente devastadas por la guerra. Era costumbre beber el vino caliente y por esta razón era muy habitual meter un hierro candente en el interior del recipiente. Tras la Reconquista empiezan a plantarse viñedos en torno al Camino de Santiago donde empiezan a surgir los vinos de la ribera del Duero y de la Rioja. Ya en el siglo XII empiezan a cultivarse vides en zonas de Cataluña dando lugar a viñedos del Panadés y de Tarragona. El vino de Jerez (vinos de Sherish) empezó a alcanzar una fama en la zona, este vino fue denominado posteriormente sherry por los ingleses. El Ribeiro se empieza a exportar a gran escala hacía Inglaterra a partir del año 1386, embarcado en toneles de roble o castaño en naos en los puertos de Pontevedra y La Coruña, siendo el más caro de los vinos que entraban en las islas británicas. La reconquista hizo que se hiciera un esfuerzo por dedicar espacio a los viñedos.
A comienzos del siglo XIV aparece uno de los primeros libros sobre el vino (Liber de vinis), que se atribuye al médico español Arnau de Vilanova en el que se trata de diversas recetas en las que incluye el vino como ingrediente. Esta obra fue muy popular durante la Baja Edad Media. El mismo Arnaldo es descubridor tanto del dióxido de carbono (CO2) como del alcohol (que denomina aqua vitae). Y poco después, el uso del vino como un antiséptico se empieza a mencionar por algunos autores como Guy de Chauliac.
El Cardenal Cisneros encargó a Gabriel Alonso de Herrera la redacción de una obra que compilase el saber agrícola de la época. Herrera describe en su obra el cultivo de la uva y la elaboración del vino a comienzos del siglo XVI.
Empiezan a cultivarse la vid en zonas muy específicas, como es el caso de Burdeos (véase: Historia de los vinos de Burdeos) en el que el matrimonio de Enrique Plantagenet y Leonor de Aquitania abrió la región de Burdeos al mercado inglés. Aunque ya existían viñas en el año 46 de nuestra era cuando los Galos las plantaban. Se establece la denominada police des vins ("policía de los vinos") que consta de una serie de códigos y prácticas comerciales establecidas en los siglos XIII y XIV que rigieron el comercio de vino dentro de la región de Burdeos así como el uso de su puerto por las regiones vecinas. Los códigos pretendían proporcionar al vino de Burdeos una posición predominante en la región y en el mercado del vino inglés. El vino llegó a Inglaterra ya en el siglo X gracias a los vinos Normandos llevados por Guillermo el Conquistador. Posteriormente en el siglo XIII se exportó vinho verde portugués a los mercados ingleses. En el siglo XIV el duque de Lancaster llevará el vino de Ribadavia (lo que actualmente es la D.O. Ribeiro) a las mesas de los principales señores ingleses. En el siglo XV se empiezan a poblar las islas Canarias con colonos europeos y el portugués Fernando de Castro cultivó la primera vid en el año 1497 (en la Vimbrera), y que posteriormente el británico John Hill plantó la primera viña en el Hierro en 1526.

## El vino en el "Nuevo Mundo"

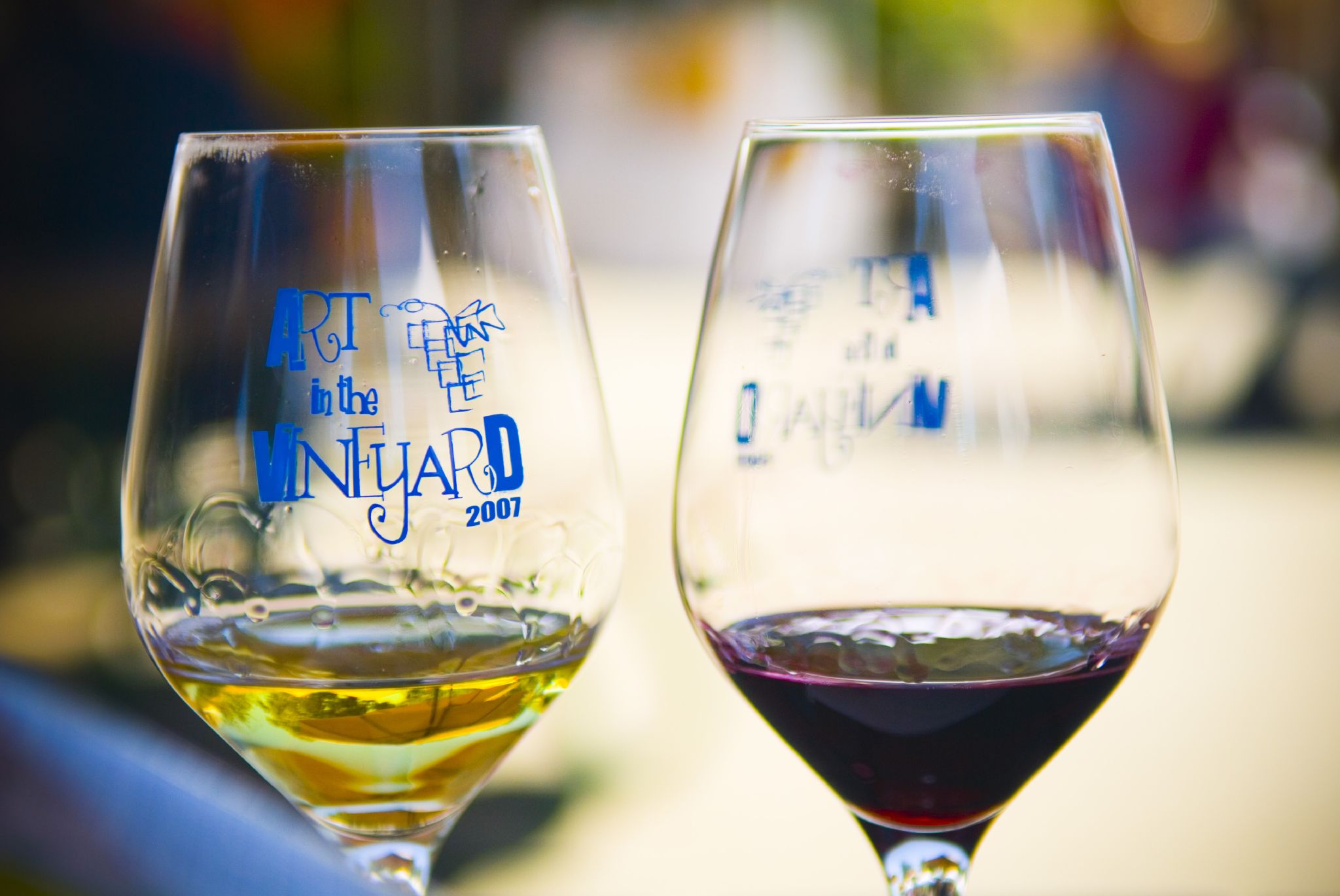
Dos copas de vino tinto y blanco de California.

En el 12 de octubre de 1492 el navegante Cristóbal Colón llega a lo que se denominó el "Nuevo Mundo". Los colonos de las nuevas tierras no quieren prescindir del vino y eso abre nuevas posibilidades de cultivo de la vid. En su testamento Colón cita que transportaba vino de Ribadavia, que fue el primero documentado en llegar a América, por aquel entonces el más célebre y caro de la península ibérica. En el año 1525 Hernán Cortés siendo Gobernador de México ordena la plantación de viñedos en las tierras colonizadas. El éxito de las plantaciones fue tal que se expandió por completo el cultivo a las regiones del Virreinato del Perú. Pronto el rey de España prohibió nuevas plantaciones en México en el año en 1595, debido a los temores que existían en la Casa Real de que los nuevos territorios fuesen autosuficientes. Este edicto real se mantuvo vigente durante casi siglo y medio, sólo se podían plantar nuevas vides bajo licencias especiales otorgadas por el reino de España, los jesuitas estaban exentos de la concesión de tales licencias. Las primeras vides llegan a la zona de la actual provincia de Santiago del Estero (Argentina) en el año 1556 y posteriormente en la provincia de Mendoza (1561).
Durante la segunda mitad del siglo XVI en el Virreinato del Perú se establecieron tres regiones vitivinícolas, una es el reino de Chile, la otra en las zonas desérticas y la tercera en la región de Cuyo. La calidad del suelo y las condiciones climáticas eran tan distintas que se producen aguardientes, y de esta forma en la provincia peruana de Pisco nace el pisco.
En el norte de la Nueva España, en el año 1697, en las primeras incursiones de misioneros jesuitas españoles, dirigidas por Juan de Ugarte en la Baja California se plantaron viñas con objeto de poder tener vino para celebrar la Eucaristía. La variedad traída de los viñedos españoles, en la actualidad se denomina en EE. UU.: uva de la misión (mission grape). Estas primeras plantaciones se reprodujeron en las diversas misiones dando lugar a los primeros vinos de California. En 1769 el padre Serra llevó la vid a San Diego. Algunas de las misiones dejaron nombre a famosos y extensos viñedos así como por ejemplo la "Misión de Nuestra Señora de Guadalupe del Norte" que hoy en día es una extensa zona de viñedos con el nombre de valle de Guadalupe.
En el año 1765, Benjamin Franklin decide usar el Almanaque del pobre Richard (Poor Richard's Almanack) para promover el cultivo de variedades autóctonas de la uva americana, reforzado de esta forma la producción de vino en las colonias. Uno de los amigos de Franklin, Benjamin Gale, estableció que se bebiera vino de cosechas coloniales, o nada en absoluto;" esta opinión pareció prevalecer en las colonias desde 1764 hasta la Revolución. Thomas Jefferson (1743-1826), tercer presidente de EE. UU, fue embajador en Francia y cuando regresó a su país, tuvo destacados intentos de promover la viticultura. De la misma forma John Adlum en York,Pensilvania publica libros y desarrolla estudios sobre las variedades de vid americanas. Por estos trabajos es considerado J. Adlum como "el padre de la viticultura americana", llegando a introducir una variedad denominada Catawba.Benjamin Rush demuestra que el alcohol produce modificaciones psicológicas y fisiológicas, dando a entender que una "vida sana" no va acompañada de un consumo excesivo de alcohol.
Entre las décadas de 1850 y 1860 el colono de origen húngaro Agoston Haraszthy inició actividades viticultoras en la zona de California. Es considerado por sus esfuerzos el "padre de la moderna viticultura en California" Fundó el Buena Vista winery (conocido hoy en día como Buena Vista Carneros en el valle de Sonoma). En 1842 Nicholas Longworth IV planta vides con la variedad Catawba y realiza el primer vino espumoso de América. Comienzan a proliferar en EE. UU. los movimientos antialcohólicos como son el American Temperance Movement (ATM), las Anti-Saloon Leagues (Ligas Antibares), promoviendo la enmienda XVIII de la constitución.

### Australia
El descubrimiento de Australia (Nueva Holanda) por el navegante Willem Janszoon que avistó la costa oeste de la península del Cabo York en el año 1606. Cuando el almirante Arthur Phillip se hace gobernador de Nueva Gales del Sur a finales del siglo XVII hace ver a sus compatriotas la idoneidad de las tierras y del clima para el cultivo de la vid. Rose Hill (conocido hoy en día como Parramatta) fue uno de los primeros asentamientos australianos donde se cultivó la vid en esas tierras. Es conocido que en el año 1788, la denominada primera flota (en inglés denominado: First Fleet) ya llevaba entre su cargamento semillas de clarete a las colonias de Australia. En los primeros años no había un excesivo interés por parte de los colonos europeos en el vino, los convictos que poblaban las tierras tenían paladares poco acostumbrados al vino (apenas sabían cultivarlo) y preferían otras bebidas fuertes como podía ser el ron. A pesar de estas preferencias mayoritarias, pronto se fueron cultivando vides en diferentes zonas de Nueva Gales del Sur (Hunter Valley es renombrado incluso en la actualidad) y se llegaron a publicar libros acerca de su cultivo, principalmente dirigidos a los colonos, uno de los más afamados fue escrito por uno de los pioneros del vino en Australia: James Busby.
En 1800 se enviaron desde Francia dos prisioneros de guerra: Antoine Landrien y Francois de Riveau (ambos de Nantes) para que promovieran el cultivo de la vid en la zona y llegaron a escribir artículos en las gacetas de Sídney. En 1822 Gregory Blaxland (1778-1853) es el primer colono en exportar vino de Australia y el primero en conseguir un premio por ello. James Busby inicia un viaje por España (seis semanas, por el sur) y Francia con la intención de recolectar las mejores variedades de uva y poder ofrecer unas variedades más adaptadas al terreno, una de las variedades llevadas fue la "White Hermitage", uva de rey, una moscatel denominada 'gordo blanco', etc., llegando a recolectar hasta casi 400 variedades. La colección se plantó en el que hoy en día es el Jardín Botánico Nacional de Australia. Este esfuerzo de James, junto con la llegada progresiva a los asentamientos de colonos libres europeos con conocimientos de viticura, hizo que la calidad de los vinos fuera mejorando progresivamente a lo largo del siglo XVIII y XIX. James Busby continuó posteriormente su labor en Nueva Zelanda (en su residencia de Waitangi, Northland). Pronto aparecerían viticultores afamados como Sir William Macarthur que escribió libros (bajo el pseudónimo Maro) que llegaron a ser muy afamados en la época como: "Letters on the Culture of the Vine, Fermentation, and the Management of the Cellar". Las fiebres del oro en Australia en 1852, hizo que decayera temporalmente la industria debido a la falta de mano de obra.
La enfermedad del oídio ataca en 1876 y la Phylloxera comienza en 1876 detectada y reportada por primera vez por el viticultor Phillip Bay un año después. El sur de Australia queda fuera del ataque de la Phyllosera. Nueva Zelanda es atacada por la plaga mucho más que Australia a comienzos de la década de 1890.

### Sudáfrica

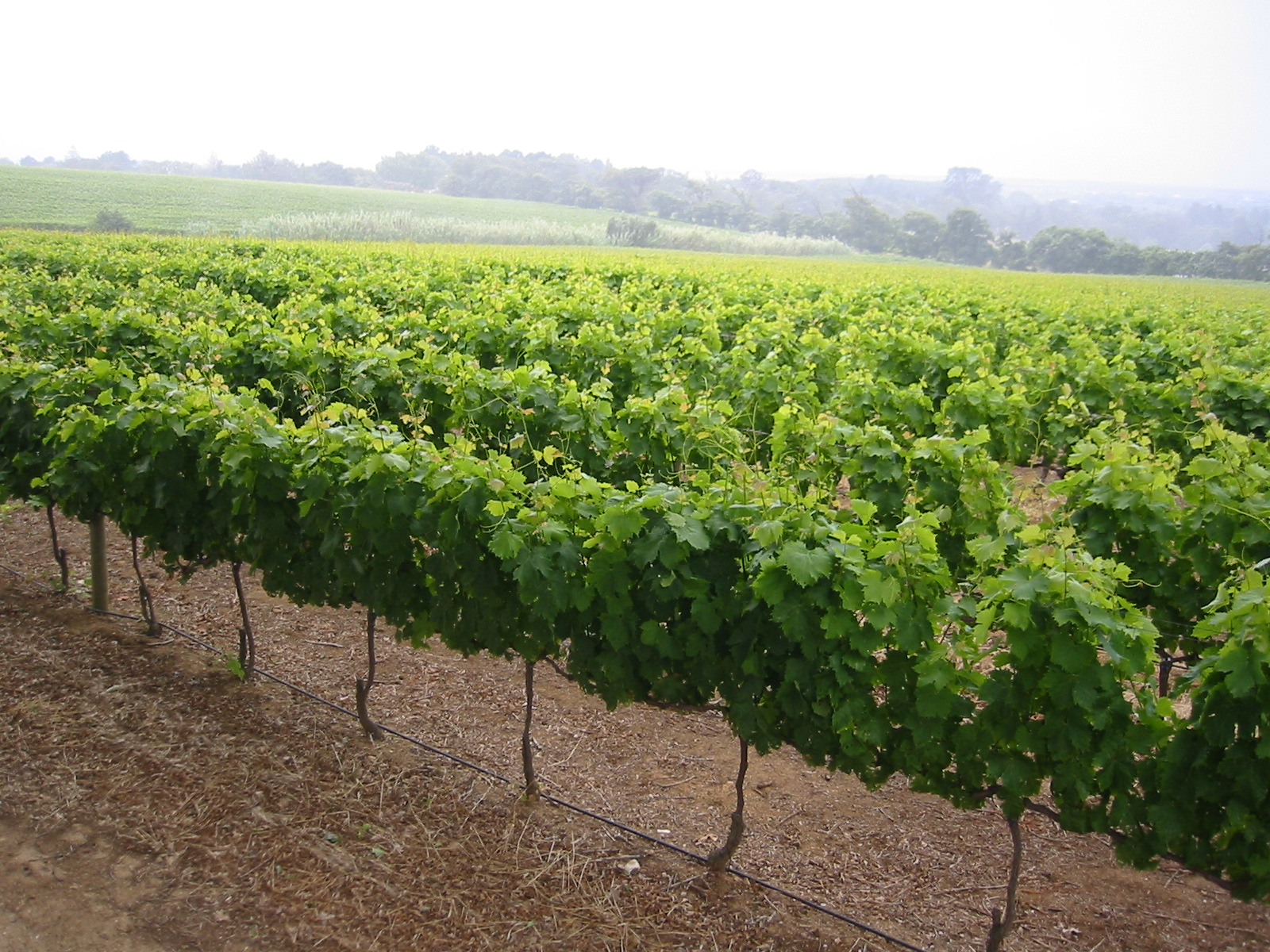
Viñedo en Groot Contstantia en Sudáfrica. Este viñedo es uno de los más antiguos en la zona. El viñedo de Groot Constantia fue vendido al gobierno del Cabo por £5 275 en subasta pública en 1885.

El Imperio neerlandés plantó la Vitis vinifera para comercializarla a mediados del siglo XVII, puesto que la Compañía holandesa de las Indias Orientales decide en 1640 establecer un punto de avituallamiento a los barcos que pasan el cabo de Buena Esperanza. La compañía holandesa apunta a Jan van Riebeeck como uno de los primeros colonos, llegan en 1652 a la ladera de la montaña de la Mesa. En 1659 se empezaron a prensar las primeras uvas autóctonas del Cabo y en 1659 fueron exportadas cubas en barcos con rumbo a Java. En 1679 el nuevo gobernador de Mauricio Simon van der Stel (1639-1712) puede comprobar una viticultura floreciente a pesar de que su calidad es baja. En 1685, Simon adquiere algunas tierras del gran estado de ciudad del Cabo (Constantia), hoy en día una de las grandes zonas viticultoras de Sudáfrica, e incorpora más de 100.000 esquejes de parra procedentes de Europa. Posteriormente, en 1778, el área de Groot Constantia se vende al alemán Hendrik Cloetey y planta uvas Frontignac (denominadas muscat Blanc à Petits Grains en francés, Moscatel de grano menudo) con ellas se hace uno de los vinos más afamados de la zona que es el vin de Constance. Este vino acompañó en el exilio a reyes y emperadores de Francia, así como a Luis Felipe I y Napoleón Bonaparte que se hicieron con substanciosas cantidades de él.
La revocación del edicto de Nantes en 1685 por parte de Luis XIV, que autorizaba la libertad de culto a los protestantes calvinistas; hace que algunos de ellos logren escapar a Holanda y finalmente acaben viajando a Stellenbosch, Paarl y Franschhoek (la esquina francesa). Estos refugiados llevan consigo vides y el conocimiento de viticultura necesarios para poder desarrollar los cultivos en Sudáfrica. La región pasa a estar bajo el control británico en 1814 y a partir de este instante Inglaterra se convierte en el principal mercado para los vinos de Sudáfrica. El descubrimiento de minerales preciosos en Sudáfrica hace que haya un incremento de la población y con ello una mayor demanda de vino. El mercado local crece hasta la llegada de la phylloxera en 1885 que produce la devastación de todas las plantaciones. El vino sudafricano no se recupera hasta el final de la Primera Guerra Mundial.
En el año 1925 el enólogo sudafricano Abraham Perold cruza dos variedades de la Vitis vinifera: Pinot Noir y Cinsaut (esta uva era denominada por aquel entonces Hermitage en Sudáfrica). El cruce entre las uvas Pinot Noir x Hermitage se denominó: Pinotage. El nuevo tipo de uva se convirtió en la variedad cultivada más identificativa de Sudáfrica, y se ha plantado también con posterioridad en otras regiones como Nueva Zelanda o California.

## Época moderna
En 1555 se elaboran las Ordenanzas de Ribadavia, consideradas el más precoz documento de Denominación de Origen en la Península ibérica (reconocidas por la Oficina Internacional de Propiedad Intelectual).
Los vinos del Ribeiro serán los más exportados de España y caros en Europa, muy apreciados por los ingleses y flamencos, mantendrán su apogeo hasta principios del siglo XVIII al ser sustituidos por el Oporto.
Los geógrafos de la época y escritores españoles de los siglos XVI y XVII citan los vinos de Ribadavia y Ourense como los más importantes, y Cervantes lo hace aparecer en Génova, Milton en Inglaterra, Quevedo y Lope de Vega en sus obras. También se citan los vinos de Cebreros, San Martín de Valdeiglesias y de Milmanda.
Los vinos del siglo XVII empiezan a tener su apariencia moderna y poco a poco empiezan a ser más estables. En Austria a raíz de revueltas ciudadanas contra el monopolio de la venta de alimentos, el 17 de agosto de 1784 el emperador José II de Habsburgo emitió un edicto en el que permitía a cada ciudadano vender alimentos, vino y mosto cosechados por ellos mismos, de esta forma nació el popular Heuriger austriaco (local donde se degusta vino). En 1852 el Marqués de Murrieta moderniza los vinos en La Rioja primer vino fino de la zona en el mayorazgo del Duque de la Victoria. En España se instaura en el siglo XVIII la figura del guardaviñas (posición que perdura hasta 1960), que hace un papel fundamental en la vigilancia de los viñedos, haciendo que el ganado no paste en las viñas.
Con la ocasión de celebrar la Exposición Universal de París de 1855, el emperador Napoleón III pidió un sistema de clasificación para los mejores vinos de Burdeos de Francia que iban a mostrarse a los visitantes de todo el mundo. El Sindicato de Negociantes de Vino catalogaron los vinos según la reputación del château y el precio de mercado, lo que en aquella época se relacionaba directamente con la calidad. El resultado fue la Clasificación oficial de vino de Burdeos de 1855.
En el año 1863 el emperador francés Luis Napoleón instó al químico francés Louis Pasteur a que estudiase las razones por las que se estropeaban los vinos, causando a la economía francesa grandes daños. Tres años después Pasteur publicó "Etudes sur le vin" demostrando por vez primera como existían seres vivos microscópicos denominados levaduras que gobernaban los procesos de fermentación alcohólica, el control de estos organismos hacía que se pudiese controlar la degradación del vino. Pasteur fue el primero en determinar el papel central del oxígeno en la elaboración del vino. Esta nueva visión fundamentó que la enología empezara a cobrar una visión científica acerca de sus procesos.

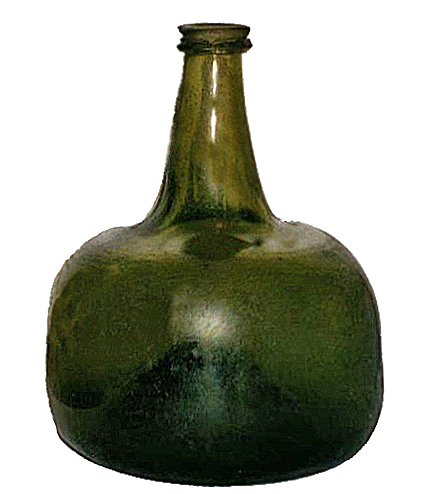
Botella de vino de vidrio del 1740. Un largo camino para llegar a la forma actual.

Las dos variedades de uva más antigua en los viñedos franceses son la chasselas de la región de Fontainebleau y la chaselas de Moissac. La mejora de las variedades de uva para postre se comenzó en Francia en la época del Renacimiento, bajo el reinado de Francisco I. En el año 1532 el rey tenía viñedos de Cahors y de Mireval plantadas en Thomery cerca de Fontainebleau. Estas dos variedades se conjugaron en lo que los franceses de la época denominaban Treille du Roi (la viña real) y se comían en forma de fruta de postre. El químico francés Jean-Antoine Chaptal en la época de Napoleón Bonaparte pudo comprobar que añadiendo azúcar en el proceso inicial de fermentación del vino (chaptalización) el resultado final era un vino con mayor concentración alcohólica. Pronto se regularía este proceso, e incluso fue prohibido en algunos países. Los vinos se beben en fiestas y algunos de ellos gozan de gran popularidad, por ejemplo los vinos de uva malvasía (variedad procedente de Monemvasia en el Peloponeso) que según Lorenzo de Médici eran una panacea para todos los males.

### El tapón y la botella de vidrio
Dos innovaciones aparecen en esta época una de ellas es la botella de vino que en sus comienzos tenía un aspecto más redondo que alargado, debido a que es más fácil obtener esta forma al tratar el vidrio soplado (técnica de la época). Las mejoras sobre la composición del vidrio que ya hacía la escuela veneciana en el siglo XIII hace que se empiecen ya fabricar en el siglo XVII botellas de vidrio resistentes al transporte de largas distancias, con formas homogéneas. La aparición de los vinos espumosos necesitaba de mejoras técnicas en la construcción de botellas que pudiesen resistir las presiones de gas (CO2) que necesitaban la fermentación en botella. Las botellas de cristal de esta época rondaban entre los 700 ml a los 800 ml debido a que era la cantidad más fácil de poder ser transportadas por una persona. Aproximadamente en el año 1720 se empezaron a construir botellas más alargadas, las impurezas del vidrio las hacía de color verde o incluso oscuras (lo que favorecía la conservación del vino). En 1821 Ricketts & co. Glassworks Bristol patentó una forma de elaborar mecánicamente botellas de la misma forma, así nació la actual botella de vino.
Al principio las botellas se tapaban con cera, lacre, yeso u otros medios disponibles, y la segunda mejora que afectó a la comercialización del vino fue el uso de tapones, cuando alguien empezó a emplear el corcho (Quercus suber). El tapón aísla el vino del oxígeno de la atmósfera y permite de esta forma que vaya adquiriendo un buqué característico.

### Nacimiento de nuevos vinos
Los vinos del siglo XVII empiezan a tomar la expresión que se conoce hoy en día. El empleo de dióxido de sulfuro en los barriles hace que tengan una mayor vida, extendiendo su potencial uso. La primera referencia documentada de su uso como fumigante data de un informe publicado en Rottenburg (Alemania) y data del 1487. Empiezan a aparecer los vinos húngaros denominados Tokaji. Los vinos espumosos hacen su aparición debido a los avances en la incorporación de tapones de corcho en el sellado de las botellas de vino, ahora ya parecen más robustas y su elaboración es bastante más barata que en los tiempos de antaño.
Este desarrollo permite que en la zona del Champaña-Ardenas un monje llamado Pierre Pérignon elabore un vino espumoso que posteriormente se da a conocer mundialmente como champán. El monje determina un procedimiento que denomina método champenoise (método clásico) fundamentado en el efecto de la fermentación en la botella. El método había sido investigado con anterioridad por el físico Christopher Merret. La popularidad crece cuando esta bebida es adoptada por la realeza como en el caso de Felipe II de Orleans.
Siglos después el cava se comienza a producir a partir de las investigaciones que realiza Instituto Agrícola Catalán de San Isidro (Institut Agrícola Català de Sant Isidre) que empleó el método tradicional pero empleando variedades de uvas blancas autóctonas del Panadés. A raíz de esta investigación Josep Raventós i Fatjó produjo, en 1872, las primeras botellas de cava en la masía de can Codorníu, en San Sadurní de Noya. En Francia se establece un sistema de leyes que defiendan la denominación de los vinos, este es el primer país viticultor en establecer legislación al respecto. Toma más de 30 años la evolución y la definición del aparato legal (1905-1935).
En 1902 varios vinos españoles consiguen premios en Francia, destacando los Tostados del Ribeiro del Avia. El Estatuto del Vino de 1932 concedió nombre a 19 zonas geográficas españolas: todas ellas continúan con el mismo nombre 76 años después, destacando por su importancia histórica y productiva las denominaciones de origen Ribeiro, Jerez y Rioja.

### Catástrofe mundial

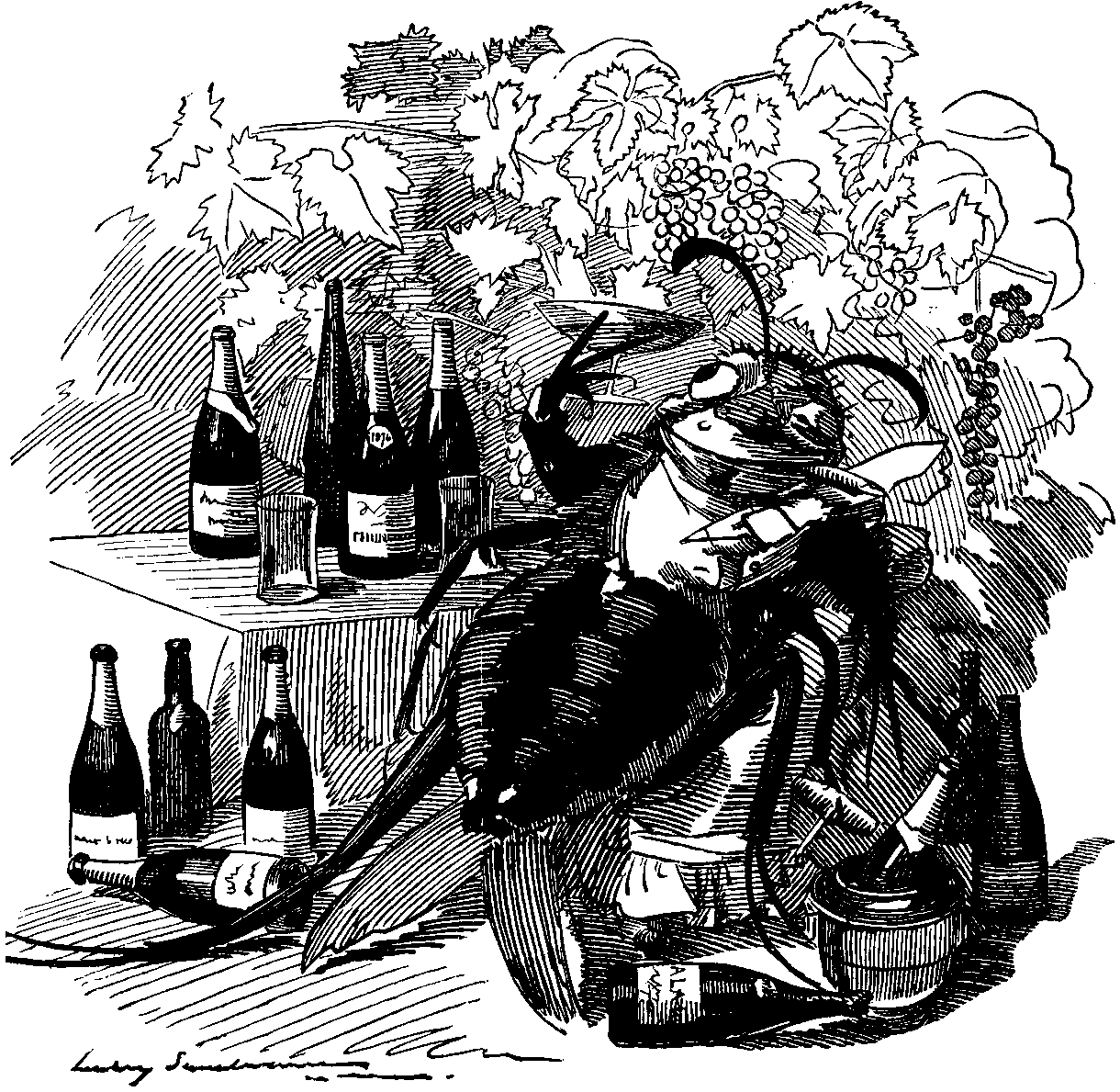
Una Tira cómica de la época que retrata a la Phylloxera bebiéndose los mejores vinos ("Times," agosto 1844).

Durante la promulgación de la ley seca en EE. UU. se cerraron muchos locales.

El mundo de la viticultura se enfrenta desde mediados del siglo XIX (con una duración de un siglo) a una serie de catástrofes mundiales en forma de plagas mortíferas, guerras mundiales y crisis económicas, leyes secas que pusieron en serio peligro la producción mundial de vino. En 1845 las vides del mundo empiezan a ser atacadas por un hongo del orden Erysiphales que producen en las hojas de las vides una erupción mortal denominada oídio (Uncinula necator). Finalmente la enfermedad es controlada mediante diversos agentes químicos. La Primera Guerra Mundial que comienza en 1914 devasta viñedos en Europa, la Gran depresión que comenzada en octubre de 1929 hace disminuir a niveles peligrosos la demanda mundial de vino, cerrando muchas industrias.
Pero de todas las desgracias que sufre el vino y la vid en su historia, la más recordada por la industria vinícola actual, marcando una frontera entre el antes y el después es, la plaga de la mosca áfida denominada, en un primer momento, Phylloxera vastratix. En América del Norte se cultivan variedades autóctonas como la Vitis labrusca, la Vitis rotundifolia, la Vitis munsoniana, etc. que resultan de interés a los viticultores europeos y que deciden exportar a mediados del siglo XIX hacia Europa. En 1862 diferentes cortes de estas variedades llegan al puerto de Burdeos y pronto son incorporadas a los viñedos franceses, entre estas muestras había larvas de la phyllosera. La enfermedad comienza con una pequeña mosca de color verde (apenas 2 mm) que posee un complicado mecanismo de reproducción, en otoño unas larvas se comen las raíces hasta causar la muerte de la vid. Pueden viajar gracias a los vientos, pudiendo llegar hasta los 20 km. Los viñedos del mundo se vieron afectados por esta plaga durante una década. La primera alarma saltó en 1863 en Languedoc y en los siguientes 15 años se destruyó casi el 40 % de la producción francesa, la plaga se expandía deprisa. Se cree que el verdadero problema se originó debido a la velocidad que desarrollaban los barcos de vapor que eran capaces de cruzar el Atlántico en un tiempo que permitía "sobrevivir" las larvas en las bodegas, antes los viajes duraban más tiempo y se hacía una especie de cuarentena natural durante el viaje.
Durante un instante de crisis, el gobierno francés puso una recompensa de medio millón de francos a quien fuese capaz de otorgar una solución de la Phylloxera. Se intentaron muchas soluciones, algunas de ellas pasaron por importar a Europa una población de insectos capaces de ingerir Phylloxera, todos los intentos fracasaron.
Uno de los botánicos que detectó en sus primeros instantes la plaga fue Jùlès Émilè Plánchón que pronto intenta con la asistencia del colega botánico Pierre-Marie-Alexis Millardet y del entomólogo estadounidense Charles Valentine Riley encontrar una solución. Finalmente logran obtener resultados al introducir dos especies americanas: Vitis riparia y Vitis rupestris a los viñedos franceses para realizar injertos, con lo que se logró hacer a las plantas francesas fueran resistentes a Phylloxera. Hoy en día se mantiene sin controlar la phylloxera, la única variedad europea autóctona y resistente inicialmente al ataque de la phylloxera es la Assyrtiko original de Santorini, es por eso que es objeto de investigación. Todos los viñedos de cepas europeas, salvo los de Chile y los ubicados en suelos arenosos, usan portainjertos de origen norteamericano.

### Tras las Guerras Mundiales
En Estados Unidos la enmienda XVIII de la Constitución de los Estados Unidos, conocida como la ley seca fue ratificada en 1919, derogada en 1933 y ratificada su derogación con la XXI enmienda de la Constitución norteamericana. En algunos estados de mayoría puritanos como Indiana se prohíbe la venta de alcohol los domingos ya desde 1816 hasta la actualidad y que se denomina Blue Law (ley azul). Otros países se enfrentan a la prohibición a comienzos del siglo XX, como son los países nórdicos (con la excepción de Dinamarca). Todos estos eventos prohibicionistas afectaron a la demanda mundial de vino, no obstante la industria vitivinícola no podía afrontar una fuerte demanda tras la devastación de las plagas de la Phylloxera y oídio. El final de la Primera Guerra Mundial trajo a Francia una nueva revolución vitivinícola.
En el año 1927 varios países productores de vino se reúnen para formar la International Wine Office (IWO) con el objetivo de armonizar las prácticas vitivinícolas, promover la investigación, poner en común unas prácticas estándares. Se establecen normas de derecho alimentario con el objeto de evitar fraudes en la elaboración del vino, se refuerzan las denominaciones de origen de los vinos. Se empieza a emplear como almacenamiento del vino el tetra pack (denominado también tetra brick), en 1951 la empresa suiza AB Tetra Pak empieza a comercializar el producto.
En el año 1939 estalla la Segunda Guerra Mundial y la Alemania nazi rompe en el año 1940 la Línea Maginot adentrándose en el territorio de Francia, con este suceso la producción de Francia pasó a manos alemanas. Durante el desenlace de algunas batallas los aliados intentaron evitar el bombardeo artillero de viñedos. Tras la guerra Francia modernizó sus viñedos. En la zona de Beaujolais se empezó a mediados de siglo XX una nueva forma de fermentación denominada maceración carbónica y pronto aparecieron los vinos de Beaujolais (que se apodaba con la palabra nuevo: Beaujolais nouveau) y saturaban los bistrots franceses donde era muy popular.
A finales del siglo XX se incorporan en los viñedos las recolectoras automáticas, tienen el problema de actuar tan solo en superficies llanas. Se automatizan asimismo procesos como el embotellado. Se descubren procesos que estabilizan y someten a un mejor control el vino y sus calidad final.

## Actualidad
Gran parte de las mejoras mecánicas introducidas en las industrias viticultoras europeas y americanas tras la Segunda Guerra Mundial hace que poco a poco los vinos de finales del siglo XX vayan ganando adeptos en el mundo debido a su mejora en la calidad. En Estados Unidos se crea en los años 70 el American Viticultural Area (AVA) con la intención de aportar su propia denominación geográfica a las variedades que allí se crean. Se empiezan a publicar revistas especializadas cuyo tema monográfico se centra en las tareas vitivinícolas, un ejemplo es la estadounidense Wine Spectator. Estas magazines crean el concepto de "vino del año" como expresión de popularidad entre los enólogos más prestigiosos. En Europa se establece la Unión Europea de países, poniendo un marco común la regulación del vino, convirtiendo así a la Unión en el mayor exportador y productor del mundo (Francia, Italia y España). El vino se hace muy popular en los años 1980 en continentes que han tenido poca tradición vitivinícola como es la India, llegando a incrementar su demanda. Se inventan nuevos conceptos asociados con el mundo del vino, tal y como la vinoterapia. Se inventan nuevos conceptos de elaboración de vino como el Penfolds Grange de Australia que es desarrollado inicialmente por Max Schubert y que logra el primer cru fuera de Burdeos. Se emplean nuevos sistemas de riego por goteo que estabilizan la producción vitícola.
En el año 1979 se realiza en París una gran cata de vinos (Sentencia de París), en la cata ciega de los chardonnay y cabernet sauvignon se intenta ver la calidad contrastada de los vinos franceses en comparación con el vino californiano y sorprendentemente estos últimos dan muy buenas puntuaciones. Surgen profesiones como crítico de vino, uno de los más influyentes a finales del siglo XX y comienzos del XXI es Robert M. Parker. En un mundo más conectado emerge un nuevo concepto enológico y es la globalización del vino en el que los expertos, gracias a la capacidad de transporte aéreo de hoy en día, son capaces de vigilar varios viñedos del mundo casi en una semana, así se tienen enólogos como Michel Rolland capaces de controlar 13 viñedos repartidos en diversos países. Entre las curiosidades actuales acerca del vino se encuentra la denominada paradoja francesa surgida a finales del siglo XX con objeto de poner en duda parte de las concepciones nutricionales actuales.